# Abfindungsbrennerei

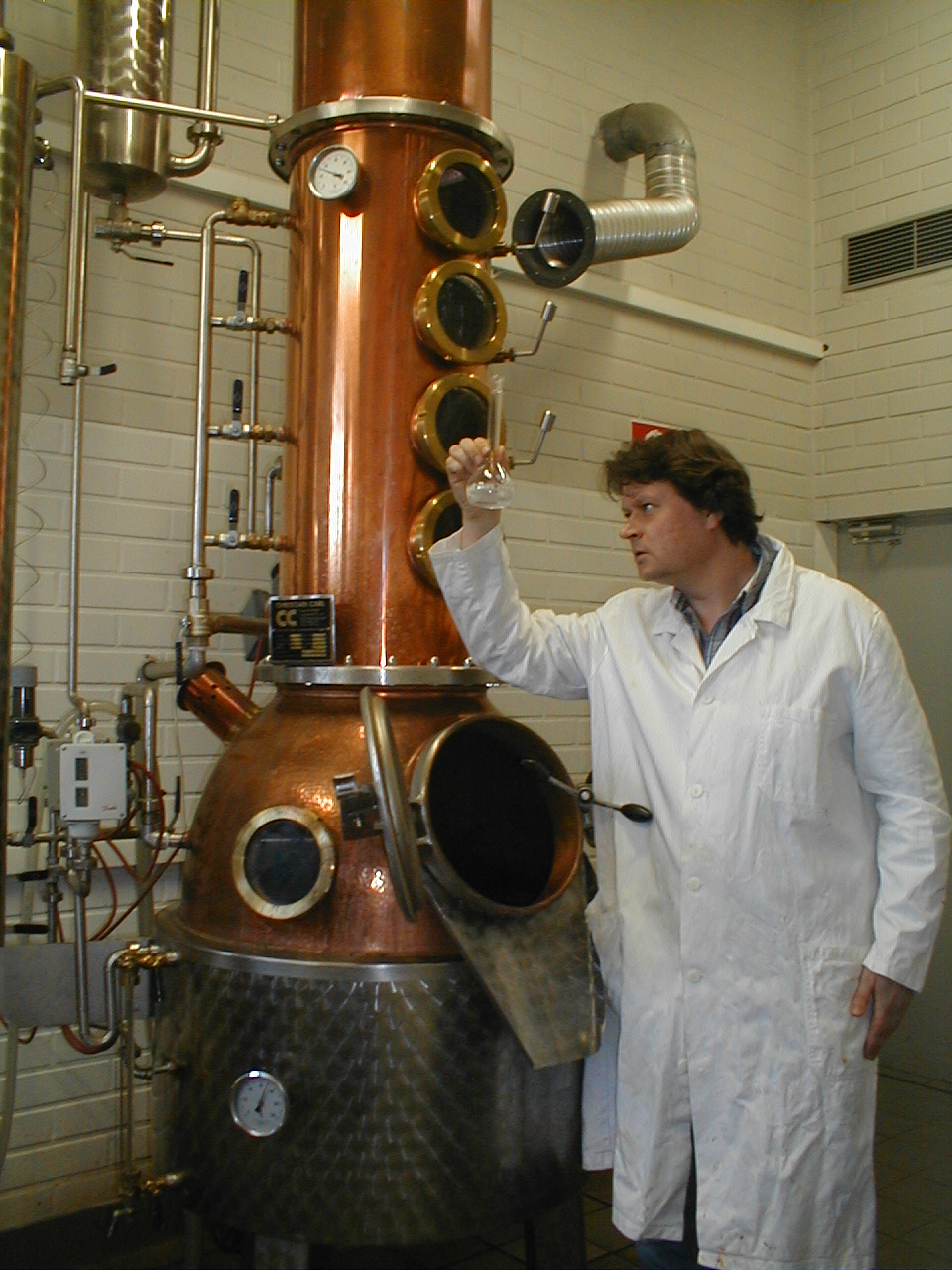
Brennblase zum diskontinuierlichen Brennen nach Anmeldung

Abfindungsbrennerei ist die Bezeichnung für einen Produktionsbetrieb von Spirituosen (Destillerie), dessen Brenngeräte während des Herstellungsprozesses nicht unter zollamtlichem Verschluss stehen. Im Gegensatz zur Verschlussbrennerei entsteht bei der Abfindungsbrennerei die Steuer nicht nach der Menge des tatsächlich erzeugten Alkohols, sondern nach Art und Menge des angemeldeten Materials. Ein Sonderfall des Abfindungsbrennens ist das Stoffbesitzerbrennen.

## Geschichte (Deutschland)
Abfindungsbrennen gibt es in Deutschland seit 1887 als süddeutsches Sonderrecht. Die meisten dieser Brennereien lagen am Oberrhein und am Bodensee. Der Name Abfindungsbrennen kommt von der Möglichkeit, zwischen einer „Abfindung auf einen bestimmten Abgabenbetrag“ und der „Abfindung auf die Mindestmenge“ zu wählen. Das Wort Abfindung ist in diesem Zusammenhang als Leistung zur Abgeltung von Rechtsansprüchen zu verstehen. Zunächst hatten die Abfindungsbrennereien ein Brennrecht von 300 Litern Alkohol pro Jahr. Seit den 1920er-Jahren durften Abfindungsbrennereien nur noch mit einer Jahreserzeugung von 50 Litern Alkohol zugelassen werden. Allerdings existierten die 300-Liter-Brennereien weiter und konnten auch an andere Besitzer übergeben werden. Dies führte dazu, dass auch noch 2017 die überwiegende Zahl der Brennereien nach „altem Recht“ als 300-Liter-Brennereien zugelassen waren. Die Gesamtzahl der Brennereien war über die „Grenzzahl“ auf den maximalen Bestand der zwanziger Jahre gedeckelt. Der Brenner konnte bei seiner Abfindungsanmeldung wählen, ob er den Alkohol versteuern oder gegen ein Übernahmegeld an die Bundesmonopolverwaltung für Branntwein abliefern wollte.
Als Folge einer von der Europäischen Union initiierten Abschaffung des Branntweinmonopols wurden 2018 auch die Abfindungsbrennereien auf eine neue Basis gestellt. Sie werden seitdem bundesweit als 300-Liter-Brennereien zugelassen, die Voraussetzungen für eine Erlaubnis sind normiert, die Ablieferung an die Bundesmonopolverwaltung wurde abgeschafft und die Alkoholherstellung unter Steueraussetzung als Option eingeführt (diese Option entfiel 2022).

## Gesetzliche Bestimmungen (Deutschland)
§ 1 Alkoholsteuergesetz – Steuergegenstand

Der Steuergegenstand Alkoholerzeugnisse wird definiert.
§ 2 Alkoholsteuergesetz – Steuersatz

Die Steuer beim Abfindungsbrennen beträgt 10,22 €/l Alkohol. Diese Steuerermäßigung gilt nur, wenn die Brennerei rechtlich und wirtschaftlich unabhängig von anderen Brennereien ist.
§ 4 Alkoholsteuergesetz – Steuerlager

Alkoholerzeugnisse dürfen grundsätzlich nur im Steuerlager hergestellt werden. Abfindungsbrennen stellt eine Ausnahme dar. Herstellung oder Gewinnung bedeuten, dass dieser Steuergegenstand neu erzeugt wird. Mit Reinigung ist gemeint, dass der Alkohol noch einmal destilliert wird, ohne dass dadurch erneut ein bisher nicht vorhandener Steuergegenstand entsteht (Feinbrennen; z. B. Geistherstellung).
§ 9 Alkoholsteuergesetz – Abfindungsbrennerei

Abfindungsbrennereien sind Orte, an denen Alkoholerzeugnisse ohne Verschlüsse ausschließlich aus bestimmten Stoffen gewonnen und gereinigt werden dürfen. Die Jahreserzeugung in einer Abfindungsbrennerei darf 300 Liter Alkohol pro Kalenderjahr nicht überschreiten. Das Ergebnis des Brennens wird nach der amtlichen Ausbeute ermittelt. Das Verbringen des Erzeugnisses in andere Mitgliedsstaaten der EU und die Ausfuhr in Drittländer ist verboten.
§ 10 Alkoholsteuergesetz – Erlaubnis

Der Abfindungsbrenner benötigt eine amtliche Erlaubnis. Als wesentliche Voraussetzung dafür, dass eine Erlaubnis erteilt wird, ist das wirtschaftliche Bedürfnis genannt. Die einzelnen Brände sind über eine Abfindungsanmeldung anzumelden.
§ 11 Alkoholsteuergesetz – Stoffbesitzer

Stoffbesitzer sind natürliche Personen, die aus selbstgewonnenem Obst bis zu 50 Liter Alkohol auf einer fremden Brennerei erzeugen dürfen. Dieses Stoffbesitzerkontingent belastet das 300-Liter-Kontingent des Brenners nicht. Stoffbesitzer benötigen kein weitergehendes wirtschaftliches Bedürfnis und keine formelle Erlaubnis. Die Bestimmungen zur Ausbeute und zur Abfindungsanmeldung gelten auch für sie.
§ 12 Alkoholsteuergesetz – Abschnittsbrennen

Innerhalb eines 3-Jahres-Abschnitts dürfen Abfindungsbrenner 900 Liter Alkoholerzeugnisse erzeugen (freie Verteilung des jährlichen 300-Liter-Kontingents auf drei Jahre). Stoffbesitzern stehen in diesem Zeitraum 150 Liter zu. Der laufende Abschnitt begann am 1. Januar 2021 und endet am 31. Dezember 2023.
§ 19 Alkoholsteuerverordnung – Erlaubnisverfahren

Die Erlaubnis ist formell zu beantragen (Vordruck 1248). Das wirtschaftliche Bedürfnis (§ 10 Alkoholsteuergesetz) ist gegeben, wenn der Antragsteller 3 Hektar landwirtschaftliche Nutzfläche oder 1,5 Hektar Intensivobst einschließlich Weinbau nachweist.
§ 21 Alkoholsteuerverordnung – wirtschaftliches Bedürfnis

Das wirtschaftliche Bedürfnis nach § 19 Alkoholsteuerverordnung reduziert sich für den laufenden Betrieb auf 0,75 Hektar landwirtschaftliche Nutzfläche oder 0,375 Hektar Intensivobst. Dies bedeutet, dass der Abfindungsbrenner die 3-Hektar-Mindestfläche nur zum Zeitpunkt des Antrags benötigt.
§ 23 Alkoholsteuerverordnung – Abfindungsanmeldung

Brände sind über eine Abfindungsanmeldung anzumelden (§ 10 Alkoholsteuergesetz).
§ 24 Alkoholsteuerverordnung – Ausbeute

Der Begriff Ausbeute (§ 9 Alkoholsteuergesetz) wird näher erläutert. Die aktuelle amtliche Rohstoffliste mit den amtlichen Ausbeutesätzen wird auf der Internetseite der deutschen Zollverwaltung veröffentlicht.
§ 26 Alkoholsteuerverordnung – vereinfachtes Lohnbrennen

Beim vereinfachten Lohnbrennen handelt es sich um eine Art Kontingentspacht. Abfindungsbrenner können unter bestimmten Voraussetzungen das Kontingent fremder Brennereien auf ihrer eigenen Brennerei abbrennen. Dies ist auf 540 Liter Alkohol pro Jahr beschränkt; praktisch bedeutet dies, dass Abfindungsbrenner nominell bis zu 840 Liter Alkoholerzeugnisse pro Jahr oder 2.520 Liter pro Abschnitt erzeugen können. Der Antrag ist mit Vordruck 1250 zu stellen.

## Besonderheiten (Deutschland)

### Ausbeute
Beispielsrechnung: Für Apfelmaische beträgt der Ausbeutesatz 3,6 %. Meldet der Brenner 200 Liter Apfelmaische an, dann erhält er einen Steuerbescheid über 200 * 3,6 % = 7,2 Liter Alkohol. Mehrausbeuten, auch Überbrand genannt, gehen steuerfrei in den Besitz des Brenners über. Minderausbeuten gehen zu Lasten des Brenners. Sie kommen aber so gut wie nie vor, im Durchschnitt beträgt die Überausbeute 40 %. Der durchschnittliche Steuersatz auf die in diesem Beispiel mit 40 % Überausbeute insgesamt erzeugten 10,1 Liter (7,2 Liter nominell + 2,9 Liter Überbrand) sinkt damit von 10,22 €/l auf ca. 7,30 €/l (7,2 l * 10,22 € / 10,1 l).

### Abfindungsanmeldung
Der Brenner meldet seine Rohstoffe mit einer Abfindungsanmeldung beim Hauptzollamt Stuttgart an. Dabei entscheidet er, ob die nominell entstehenden Alkoholerzeugnisse versteuert oder unter Steueraussetzung gewonnen werden sollen. Eine Durchschrift dieser Genehmigung geht an das örtliche Hauptzollamt zur Überwachung. Für Obststoffe ist der Vordruck 1220 zu verwenden (nichtmehlige Stoffe), für stärkehaltige Rohstoffe der Vordruck 1219 (mehlige Stoffe). Stoffbesitzerbrände sind mit dem Vordruck 1221 anzuzeigen.

## Verband und Fachzeitschrift (Deutschland)
In Deutschland sind viele Abfindungsbrenner im Bundesverband der deutschen Klein- und Obstbrenner e. V. vertreten. Bundesvorsitzender dieses Verbands ist Alois Gerig. Monatlich erscheint im Verlag Eugen Ulmer, Stuttgart, die Fachzeitschrift „Kleinbrennerei“.

## Österreich
Für das Abfindungsbrennen in Österreich gelten folgende Grundregeln:
- es dürfen nur selbstgewonnene Rohstoffe verarbeitet werden (§ 55 Alkoholsteuergesetz);
- es darf nur ein einfaches Brenngerät verwendet werden (§§ 55, 61 Alkoholsteuergesetz);
- die jährliche Erzeugungsmenge beträgt 100 Liter; sie darf um weitere 100 l überschritten werden (§ 65 Alkoholsteuergesetz);
- die Alkoholsteuer beträgt 6,48 €/l innerhalb der Erzeugungsmenge. Bei den weiteren 100 Litern beträgt sie 10,80 €/l (§§ 2, 65 Alkoholsteuergesetz);
- unter bestimmten Umständen ist der Alkohol als Hausbrand steuerfrei (§ 70 Alkoholsteuergesetz);
- Brände sind über eine Abfindungsanmeldung anzumelden (§§ 10, 62–64 Alkoholsteuergesetz);
- es gibt Altfälle mit höherer Erzeugungsmenge und ohne andere Einschränkungen (§ 111 Alkoholsteuergesetz).